# Philip Taylor Kramer
Philip Taylor Kramer (12. července 1952 - asi 12. února 1995) byl basový kytarista skupiny Iron Butterfly během sedmdesátých let. Zároveň byl leteckým a počítačovým inženýrem.
Dne 12. února 1995 záhadně zmizel.

## Kytarista a inženýr
V roce 1974 se Kamer stal kytaristou skupiny Iron Butterfly. Ve skupině se podílel na dvou albech, Scorching Beauty a Sun and Steel (1975), neměl však moc velký úspěch a roku 1977 ze skupiny odešel.
V letech 1977 – 1980 působil Kamer ve skupině Gold, kterou shodou okolností vedl bývalý bubeník Iron Butterfly Ron Bushy. Ani tam se však necítil Kramer dobře a nakonec hudbu opustil. Začal pracovat jako inženýr. Podílel se např. na výrobě systému raket LGM-118.
V roce 1990 vyvinul Kramer s Randy Jacksonem (bratrem Michaela Jacksona) techniku komprese dat pro CD-ROM. V roce 1994 však jeho společnost zbankrotovala. V té době se zasloužil o vznik fraktální komprese či systému rozpoznávání obličeje.

## Smrt
Dne 12. února 1995 odjel Kamer na mezinárodní letiště do Los Angeles zavolat svému příteli. Kromě něj zavolal i na policii. Řekl: "Chystám se zabít. Chci aby všichni věděli, že O. J. Simpson je nevinný. Udělali to oni."
Poté z letiště odešel a už nikdy nebyl spatřen. Bylo po něm vyhlášeno mezinárodní pátrání, mnoho novinových zpráv, a jeho zmizení se dostalo i do talk show či pořadů o nevyřešených záhadách.
Dne 29. května 1999 byl blízko Malibu nalezen Kramerův Ford Aerostar a v něm tělo v pokročilém stadiu rozkladu. Rozbory DNA potvrdily, že se jedná o Kramerovo tělo. Úřady uznaly jeho smrt jako pravděpodobnou sebevraždu a datum jeho smrti bylo určeno na 12. únor 1995, kdy byl naposledy slyšen.